# Domenico Gabrielli
Domenico Gabrielli (15. dubna 1651 nebo 19. října 1659, Bologna – 10. července 1690 tamtéž) byl italský barokní skladatel a virtuóz na violoncello.

## Život
Studoval v Benátkách skladbu u Giovanni Legrenziho a hru na violoncello Petronia Franceschiniho. V roce 1680 se stal violoncellistou v orchestru kostela San Petronio ve svém rodném městě.
Nějakou dobu byl rovněž členem orchestru a kapelníkem Filharmonické akademie v Bologni. Během 80. let 17. století hrál na dvoře vévody Francesca II. d'Este v Modeně.
Gabrielli skládal opery, instrumentální a vokální církevní skladby. Významné jsou jeho skladby pro sólové violoncello (dvě sonáty pro violoncello a basso continuo, sedm ricercari pro samotné violoncello, a kánon pro dvě violoncella). Současníci jej přezdívali Mingain (nebo Minghino) dal viulunzeel, v dialektu znamenající "Cellový Dominik."

## Dílo

### Opery
- Flavio Cuniberto (libreto Matteo Noris, 1682, Benátky)
- Il Cleobulo (libreto Giovanni Battista Neri, 1683, Bologna)
- Il Gige in Lidia (libreto di Giovanni Battista Neri, 1693, Bologna)
- Teodora Augusta (libreto Adriano Morselli, 1685, Benátky)
- Clearco in Negroponte (libreto di Antonio Arcoleo, 1685, Benátky)
- Rodoaldo, re d'Italia (libreto Tommaso Stanzani, 1685, Benátky)
- Le generose gare tra Cesare e Pompeo (libreto Rinaldo Cialli, 1686, Benátky)
- Il Maurizio (libreto Adriano Morselli, 1686, Benátky)
- Il Gordiano (libreto Adriano Morselli, 1688, Benátky)
- Carlo il grande (libreto Adriano Morselli, 1688, Benátky)
- Silvo, re degli Albani (melodram, libreto Pietro d'Averara, 1689, Turín)

### Oratoria
- San Sigismondo, re di Borgogna (libreto D. Bernardoni, 1687, Bologna)
- Elia sacrificante (libreto P. P. Sita, 1688, Bologna)
- Il martirio di Santa Felicita (libreto F. Sacrati, 1689, Modena)
- Il battesimo di Carlo, antico imperatore il Magno (1718, Lucca)

### Instrumentální skladby
- Balletti a tre, Gighe, Correnti, Allemande, Sarabande op. 1 (1684)
- Tre sonate per violoncello e tiorba o cembalo (1687)
- Sette ricercari per il violoncello solo (1688)
- Varie composizioni per tromba ed orchestra